# エクトル・バルダッシ
エクトル・ワルテル・バルダッシ（Héctor Walter Baldassi, 1966年1月5日 - ）はアルゼンチン出身のサッカー審判員。身長179cm。2000年からFIFAの国際審判員として活動している。愛称は「La Coneja」（メスウサギ）。スペイン語、英語を使用できる。
初めてアルゼンチン・プリメーラ・ディビシオンの試合を担当したのが1998年であり、その2年後にはベネズエラ代表対チリ代表戦にて国際審判員デビューを果たした。コパ・リベルタドーレス2008では決勝戦セカンド・レグを担当するなど、南米サッカー連盟内での評価は高い。
2007 FIFA U-20ワールドカップに招集されたが、彼のアシスタントのひとりがメディカルチェックに合格しなかった為、後に取り消された。

## 担当した主な国際大会

### 北京オリンピック
北京オリンピックでは3試合を担当した。
- グループB: オランダ代表 vs 日本代表
- グループC: ベルギー代表 vs 中国代表
- 準々決勝: イタリア代表 vs ベルギー代表

### 2010 FIFAワールドカップ
2010 FIFAワールドカップでは2010年6月29日現在3試合を担当している。
- グループC: セルビア vs ガーナ
- グループE: オランダ vs 日本
- グループH: スイス vs ホンジュラス